# Loïck Peyron
Loïck Peyron (* 1. Dezember 1959 in Nantes) ist ein französischer Segler. Er gewann zahlreiche Regatten, darunter drei Einhand-Transatlantik-Rennen.
Loïck Peyron ist der jüngere Bruder der Segler Bruno Peyron und Stéphane Peyron. Mit dem Trimaran Fujicolor errang er in den 1990er-Jahren viele Erfolge, unter anderem gewann er viermal die ORMA-Weltmeisterschaft (Ocean Racing Multihull Association). 1999 und 2005 gewann Peyron die Transat Jacques Vabre. Im April 2006 erhielt er vom Schweizer Bankier Benjamin de Rothschild die Leitung des Gitana-Teams. Mit der Open-60-Yacht Gitana Eighty gewann er 2008 die Transat. 2010 nahm Peyron als Co-Skipper des Alinghi-Teams mit der Alinghi 5 am 33. America’s Cup teil.
Mit seiner Mannschaft stellte er am 6. Januar 2012 mit dem Trimaran „Banque Populaire V“ in der Jules Verne Trophy mit  45 Tagen und 13 Stunden einen neuen Rekord auf.

## Ehrungen
- 2024 Inductee Cape Horn Hall of Fame

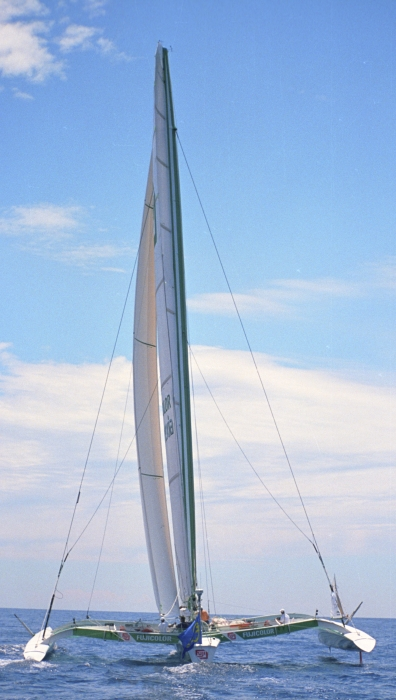
Der Trimaran Fujicolor
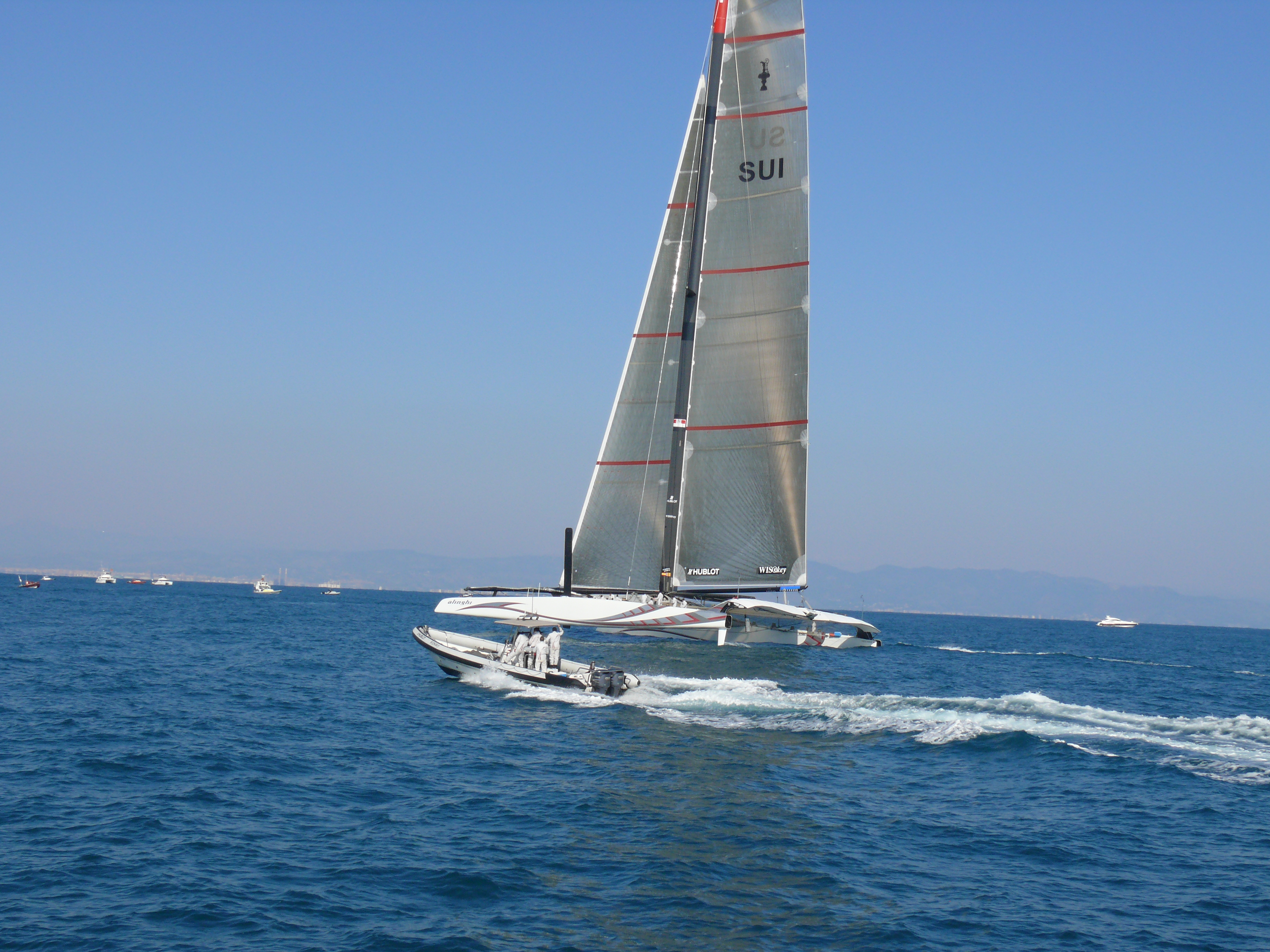
Der Katamaran Alinghi 5